# 苦水镇
苦水镇，是中华人民共和国甘肃省兰州市永登县下辖的一个乡镇级行政单位。

## 行政区划
苦水镇下辖以下地区：
周家庄村、大沙沟村、寺滩村、苦水街村、转轮寺村、沙湾村、大路村、胡家坝村、十里铺村、下新沟村、上新沟村和新屯川村。